# Graminella puncticeps
Graminella puncticeps är en insektsart som beskrevs av Rauno E. Linnavuori 1959. Graminella puncticeps ingår i släktet Graminella och familjen dvärgstritar. Inga underarter finns listade i Catalogue of Life.